# Ширази, Камран
Камран Ширази (перс. کامران شیرازی‎ 21 ноября 1952, Тегеран) — французский, ранее иранский, шахматист, международный мастер (1978).
Чемпион Ирана 1973 г.
В составе сборной Ирана участник трех шахматных олимпиад (1972, 1974 и 1976 гг.).
После Исламской революции переехал в США. С 2006 г. живет во Франции.